# Syncrossus berdmorei
Syncrossus berdmorei (Syn.: Botia berdmorei) ist ein Süßwasserfisch aus der Familie der Prachtschmerlen (Botiidae), der in Birma im Flussgebiet des Irrawaddy, im Tenasserim und im indischen Bundesstaat Manipur vorkommt. Das Verbreitungsgebiet schließt sich westlich an das der sehr ähnlichen Beauforts Schmerle (Syncrossus beauforti) an. Die Art wurde nach dem Sammler der Typusexemplare Berdmore benannt.

## Merkmale
Syncrossus berdmorei wird bis zu 25 cm lang, wobei die Männchen etwas kleiner bleiben. Der Körper ist langgestreckt, seitlich abgeflacht und fast auf der gesamten Länge gleich hoch, der Schwanzflossenstiel aber deutlich niedriger als die größte Körperhöhe und länger als hoch (höher als lang bei Beauforts Schmerle). Die Rückenflosse beginnt weit hinter den Bauchflossen (kurz vor den Bauchflossen bei Beauforts Schmerle).
- Flossenformel: Dorsale 2/9, Anale 2–3/4–6.

Die Färbung von Syncrossus berdmorei ist variabel, ocker- bis cremefarben. Auf jeder Kopfseite zeigen sich zwei Längsstreifen, die sich hinter den Augen in Tüpfelstreifen fortsetzen. Die Flanken werden durch 10 bis 11 breite Querstreifen gemustert. Die Rückenflosse ist gelblich und besitzt vertikale Punktreihen, ebenso die Schwanzflosse, bei der zwei bis drei Querbinden an der Wurzel besonders kräftig sind. Der bei Beauforts Schmerle vorhandene Streifen auf der Kopfoberseite bzw. auf dem Vorderrücken (Abschnitt zwischen Kopf und Rückenflosse) fehlt bei Syncrossus berdmorei. Die Barteln am Oberkiefer sind schwärzlich. Äußere Geschlechtsunterschiede sind nicht bekannt.

## Aquaristik
Aquaristisch ist Syncrossus berdmorei von geringer Bedeutung. Bei allen unter diesem Namen importierten und verkauften Fischen handelt es sich wahrscheinlich um Beauforts Schmerle.